# موتوهيرو يوشيدا
موتوهيرو يوشيدا (باليابانية: 吉田 宗弘) (25 أغسطس 1974 في سويتا في اليابان – )؛ هو لاعب كرة قدم ياباني سابق كان يلعب كحارس مرمى.

## وصلات خارجية
- موتوهيرو يوشيدا على موقع رابطة كرة القدم اليابانية للمحترفين (اليابانية)
- موتوهيرو يوشيدا على موقع قاعدة بيانات كرة القدم.إي يو (الإنجليزية)
- موتوهيرو يوشيدا على موقع Soccerway.com (الإنجليزية)
- موتوهيرو يوشيدا على موقع عالم كرة القدم.نت (الإنجليزية)